# 10021 Henja
10021 Henja eller 1979 QC1 är en asteroid i huvudbältet som upptäcktes den 22 augusti 1979 av den svenske astronomen Claes-Ingvar Lagerkvist vid La Silla-observatoriet i Chile. Den är uppkallad efter korsordskonstruktören Karin Henja.
Asteroiden har en diameter på ungefär 7 kilometer